# Yeldos Smetov
Yeldos Smetov (en kazakh : Елдос Бахтыбайұлы Сметов, né le 9 septembre 1992) est un judoka kazakh dans la catégorie des moins de 60 kg.
Il remporte la médaille d'argent en moins de 60 kg aux Jeux olympiques d'été de 2016 à Rio de Janeiro. Il gagne la médaille d’or au championnat du monde de 2015 à Astana au Kazakhstan, à domicile. Il remporte la médaille de bronze aux Jeux olympiques de Tokyo le 24 juillet 2021.
Le 27 juillet 2024 à l'Aréna Champ-de-Mars à Paris, il atteint la finale des Jeux olympiques de 2024 des moins de 60 kg, où il remporte la médaille d'or face au français Luka Mkheidze. 

## Palmarès

### Compétitions internationales
| Année | Compétition           | Lieu           | Résultat | Catégorie      |
| ----- | --------------------- | -------------- | -------- | -------------- |
| 2013  | Championnats d'Asie   | Bangkok        | 3e       | Moins de 60 kg |
| 2014  | Jeux asiatiques       | Incheon        | 1re      | Moins de 60 kg |
| 2015  | Championnats du monde | Astana         | 1er      | Moins de 60 kg |
| 2016  | Championnats d'Asie   | Tachkent       | 1er      | Moins de 60 kg |
| 2016  | Jeux olympiques       | Rio de Janeiro | 2e       | Moins de 60 kg |
| 2019  | Championnats du monde | Tokyo          | 3e       | Moins de 60 kg |
| 2021  | Jeux olympiques       | Tokyo          | 3e       | Moins de 60 kg |
| 2022  | Championnats du monde | Tachkent       | 3e       | Moins de 60 kg |
| 2024  | Jeux olympiques       | Paris          | 1er      | Moins de 60 kg |